# Steven Cree

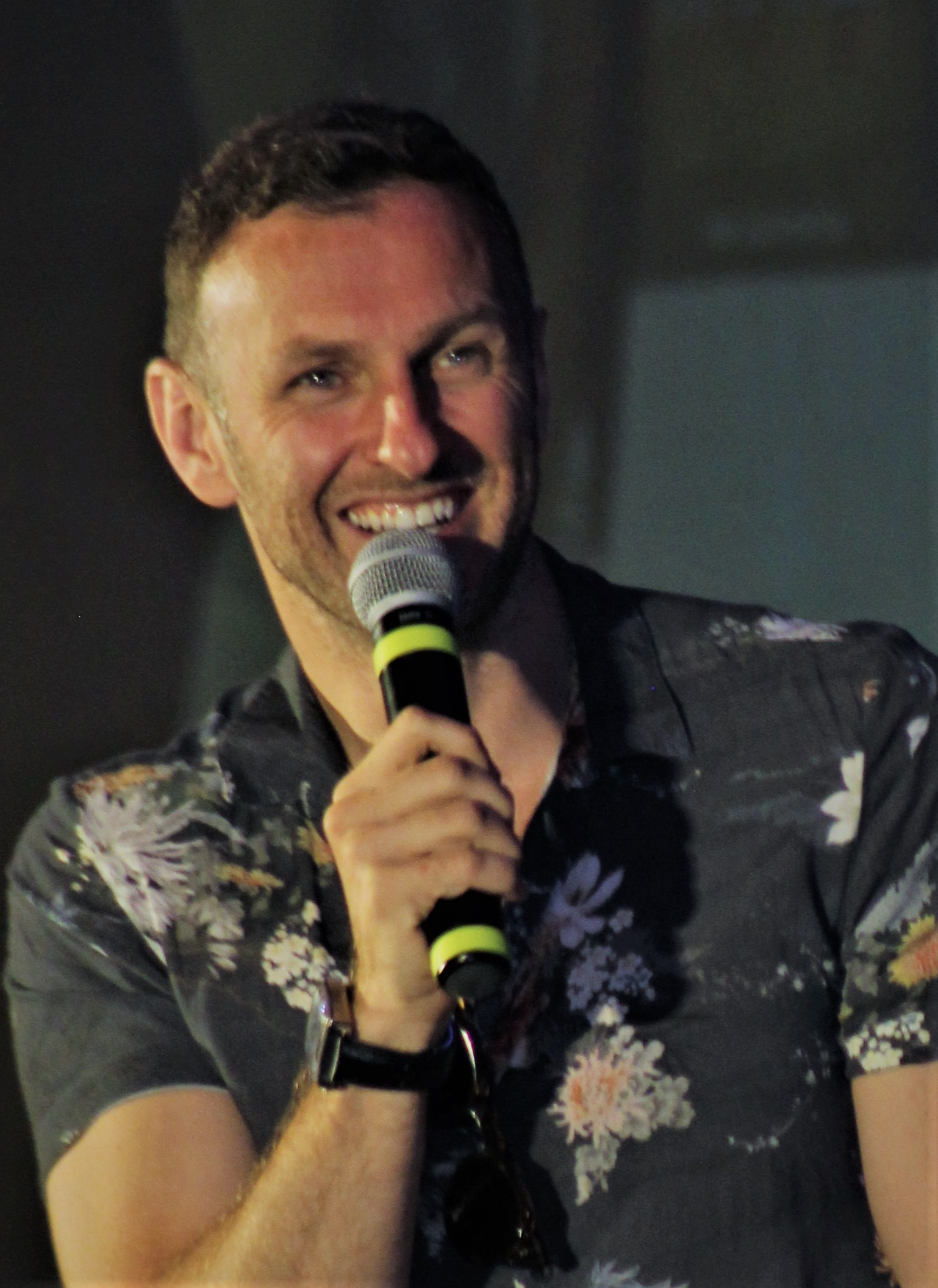
Steven Cree, 2018

Steven Cree (* 29. Februar 1980 in Kilmarnock, Schottland) ist ein schottischer Schauspieler, Synchronsprecher, Drehbuchautor und Filmproduzent. Seit 2001 war er in mehr als 60 Film- und Fernsehproduktionen zu sehen, außerdem war er an mehreren Computerspielen als Sprecher beteiligt. Als Drehbuchautor und ausführender Produzent verantwortete er den 2018 veröffentlichten Kurzfilm The Little Princess.

## Filmografie (Auswahl)

### Als Schauspieler
- 2001: G Force (Fernsehserie, Folge 2x01 G4ce)
- 2002–2007: Doctors (Fernsehserie, 2 Episoden)
- 2003: Bad Girls (Fernsehserie, Folge 5x13)
- 2006: Holby City (Fernsehserie, Folge 8x27 Honesty)
- 2006: Dream Team (Fernsehserie, Folge 10x07 Pains, Gains & Automobiles)
- 2007–2016: Silent Witness (Fernsehserie, 3 Episoden)
- 2009: Vivaldi, the Red Priest
- 2009: Closing Doors (Kurzfilm)
- 2010: Identity (Fernsehserie, Folge 1x05 Somewhere They Can't Find Me)
- 2010: 4.3.2.1
- 2010: Huge
- 2010: Misfits (Fernsehserie, Folge 2x02)
- 2010: Rojin (Kurzfilm)
- 2010–2012: Lip Service (Fernsehserie, 8 Episoden)
- 2011: The Awakening
- 2011: The Swarm (Kurzfilm)
- 2012: John Carter – Zwischen zwei Welten (John Carter)
- 2012: Vera – Ein ganz spezieller Fall (Vera, Fernsehserie, Folge 2x04 Sandancers)
- 2012: Tower Block
- 2012: The British Bride – Binde sich wer kann! (The Knot)
- 2013: Having You
- 2013: National Theatre Live: Macbeth
- 2013: Die Spionin
- 2013: Fish Love (Kurzfilm)
- 2014: 300: Rise of an Empire
- 2014: Mord auf Shetland (Shetland, Fernsehserie, 2 Episoden)
- 2014: Maleficent – Die dunkle Fee (Maleficent)
- 2014: Marvellous
- 2014: Atlantis (Fernsehserie, 2 Episoden)
- 2015: Die Musketiere (The Musketeers, Fernsehserie, Folge 2x08 Der verlorene Vater)
- 2015: Swinger – Verlangen, Lust, Leidenschaft
- 2015: Legacy
- 2015: 51 Degrees North
- 2015: Hoff The Record (Fernsehserie, Folge 1x04 Überlebenstraining)
- 2015: Rattenkönig (Kurzfilm)
- 2015–2017: Outlander (Fernsehserie, 8 Episoden)
- 2016: Brotherhood
- 2017: The Escape (Kurzfilm)
- 2017: Churchill
- 2017: The Little Princess
- 2018: Kiri (Fernsehserie, Folge 1x03)
- 2018: Titan – Evolve or Die (The Titan)
- 2018: Outlaw King
- 2019: Terminator: Dark Fate
- 2021: A Discovery of Witches (Fernsehserie, 5 Folgen)
- 2022: The Twin
- 2024: Bagman
- 2025: Heads of State

### Als Synchronsprecher
- 2012: Merida – Legende der Highlands (als Junger Macintosh)
- 2013: Ryse: Son of Rome (Videospiel)
- 2016: Battlefield 1 (Videospiel)
- 2018: Origin Unknown (als ARTi)